# Topolino e i grilli atomici
Topolino e i grilli atomici è una storia a fumetti con personaggi della Disney scritta da Guido Martina e disegnata da Angelo Bioletto. Venne pubblicata per la prima volta nel 1950 sul settimanale Topolino dal n.13 al n. 16. È la terza storia di produzione italiana pubblicata sul settimanale e fu anche l'ultima delle tre realizzata da Martina e Bioletto. Le successive ristampe della storia sono censurate. Una frase di Pippo, «e i zanzaroni hanno divorato i banditi», venne modificata in «E i banditi sono fuggiti» perché ritenuta non adatta ai bambini che avrebbero potuto pensare che le zanzare fossero così pericolose anche nella realtà.

## Trama
Topolino e Pippo provocano involontariamente un incendio e vengono così ricercati dalla polizia. Topolino e Pippo per sfuggire ai piedipiatti si intrufolano in una luna park. Qui vanno da un ipnotizzatore che ipnotizza, con il suo consenso, Pippo facendogli credere di essere un ladro. I poliziotti, che vogliono arrestare a tutti i costi Topolino e Pippo perché se non lo fanno Gambadilegno non voterà per lo sceriffo alle elezioni, fanno però irruzione nello spettacolo e Topolino e Pippo scappano. Pippo però è ancora ipnotizzato. I due fuggitivi entrano nel circo dove però devono affrontare un leone che, avendo un dente che gli duole, è diventato aggressivo e sta sbranando il domatore di leoni.
Topolino fa credere a Pippo, ancora ipnotizzato, di essere una tigre e così il Pippo-tigre affronta il leone. Topolino per accorrere in aiuto di Pippo colpisce il leone con una mazza facendo cadere il dente che gli duoleva. Il leone, ora che non prova più dolore, è diventato mansueto ed è molto grato a Topolino. Il domatore come ricompensa per avergli salvato la vita dona a Pippo dei grilli ammaestrati.
Topolino e Pippo continuano a fuggire dai poliziotti e si rifugiano nel locale del tiro a segno dove fingono di essere le sagome da colpire. I poliziotti tirano la pallina proprio sul muso di Pippo dicendogli che è una scimmia. Pippo, ancora ipnotizzato, crede di essere una scimmia e si arrampica su un palazzo. Entra in un appartamento dove stanno dei gangster che stanno aspettando il loro capo per effettuare un colpo al laboratorio atomico dei sette nani.
Pippo viene steso dai ladri che gli controllano la carta d'identità. Secondo la carta d'identita (che non è sua ma di uno a cui Pippo ha rubato il portafoglio quando sotto ipnosi credeva di essere un ladro) Pippo è il loro boss che stavano attendendo. Quando Pippo riprende i sensi i gangster gli dicono che è il loro boss e lui, ancora sotto ipnosi, ci crede. Pippo e i gangster si dirigono verso il laboratorio dei sette nani per derubarli dell'uranio.
Intanto Topolino, alla ricerca di Pippo, viene arrestato dai poliziotti per colpa di Pietro Gambadilegno. Però riesce a fuggire grazie al leone a cui aveva cavato un dente. Quando sente alla radio che dei gangster si stanno dirigendo verso le montagne rocciose per derubare i sette nani Topolino decide di arrestarli in modo che gli condonino i tanti anni di prigione a cui lo condannerebbero se lo arrestassero (per vari crimini: incendio, evasione, ribellione, eccesso di velocità ecc.).
Intanto Pippo e i gangster arrivano presso il laboratorio. Pippo va in avanscoperta ma viene ridotto da un'apparecchiatura dei sette nani nelle dimensioni di un atomo. Topolino e il leone aiutano i sette nani a sconfiggere i gangster. Una volta catturati Topolino guardandolo al microscopio scopre che Pippo è stato ridotto alle dimensioni di un atomo. Chiede ai sette nanni di farlo ritornare a dimensioni normali e loro lo fanno. Pippo, ancora convinto di essere un gangster, li lega. Topolino riesce però a farlo uscire dall'ipnosi.
Insorge tuttavia un altro problema: i grilli di Pippo si sono ingranditi a dismisura per colpa delle apparecchiature dei sette nani e attaccano varie città. Per fermarli i sette nani ingrandiscono Pippo fino a farlo diventare alto 5 km. Pippo formato gigante riesce a fermare i grilli giganti e a salvare la città. Topolino e Pippo diventano così degli eroi.